# 157 Dejanira
Dejanira (asteroide 157) é um asteroide da cintura principal, a 2,0753669 UA. Possui uma excentricidade de 0,1957782 e um período orbital de 1 514,17 dias (4,15 anos).
Dejanira tem uma velocidade orbital média de 18,54100313 km/s e uma inclinação de 12,16081º.
Este asteroide foi descoberto em 1 de Dezembro de 1875 por Alphonse Borrelly.
Este asteroide recebeu este nome em homenagem à personagem Dejanira da mitologia grega.